# 北化股份
北方化学工业股份有限公司，簡稱北方化学工业股份（英語：North Chemical Industries Co., Ltd.，深交所：002246），中國兵器工業集團、泸州北方化学工业有限公司及西安北方惠安化學工業有限公司聯營公司，是在2002年成立，前身為四川北方硝化棉有限责任公司，也就是中國兵器工業集團旗下兩者的硝化棉资产合組成立。至於當時總部為成都市，現時總部位於瀘州市。前身為「四川北方硝化棉股份有限公司」。
其主要業務硝化棉产品研发和生产。也是最早建厂于战火纷飞的抗日战争时代。其股份自2008年於深圳證券交易所上市。
另外，“红双喜”、“双鱼”品牌乒乓球也是北化股份生產的。

## 外部連結
- bhgf.norincogroup.com.cn （页面存档备份，存于）